# Chabako Trick
Chabako Trick (estilizado en mayúsculas) es el primer álbum de estudio de la cantante japonesa Manna. Fue publicado el 21 de marzo de 1979 a través de Epic Records.
El sello discográfico Beatfile reeditó el álbum en CD el 2 de diciembre de 1992.

## Lista de canciones
Todos los arreglos hechos por Yū Imai y MANX.

| Lado uno |                                        |                                      |          |  |
| N.º      | Título                                 | Escritor(es)                         | Duración |  |
| 1.       | «Yellow Magic Carnival»                | Haruomi Hosono                       | 3:12     |  |
| 2.       | «Kirofune» (黒船)                      | Tetsuya Chiaki, Kyōhei Tsutsumi      | 3:41     |  |
| 3.       | «Yashi no Kokkage De» (椰子の木陰で)   | Kuranosuke Hamaguchi                 | 3:05     |  |
| 4.       | «Horo Horo Zohshi» (ほろほろ草紙)      | Chiaki, Yutaka Imai                  | 4:07     |  |
| 5.       | «Sphinx o Otte» (スフィンクスを追って) | Chiaki, Hiroshi Imai, Tatsuo Hayashi | 4:25     |  |

| Lado dos |                                        |                                       |          |  |
| N.º      | Título                                 | Escritor(es)                          | Duración |  |
| 1.       | «Gotanda»                              | Akiko Yano                            | 4:30     |  |
| 2.       | «Karakuri Hanbun» (からくり半分)       | Chiaki, Tsutsumi                      | 4:28     |  |
| 3.       | «Kinou wa Choppiri» (昨日はちょっぴり) | Hamaguchi                             | 3:19     |  |
| 4.       | «Waiting»                              | Hamaguchi                             | 3:02     |  |
| 5.       | «Happy Talk / Manna»                   | Oscar Hammerstein II, Richard Rodgers | 5:30     |  |

## Créditos y personal
Créditos adaptados desde las notas de álbum de Chabako Trick.
Músicos
- Manna – voz principal y coros (todas las canciones)
- Yū Imai – arreglos, piano acústico, clarinete, piano Rhodes, sintetizador, coros
- Naoki Watanabe – bajo eléctrico, coros
- Tsuyoshi Kon – guitarra acústica y eléctrica, coros
- Tatsuo Hayashi – batería, caja de ritmos, percusión
- Steve Foreman – percusión (2, 4, 5, 10)
- MIKE BERMENT – tambores metálicos (2, 3)
- Cal Tjader – vibráfono (6)
- Michael Boddiker – sintetizadores (5, 8, 10), programación
- Red Rhodes – steel guitar (3)

Personal técnico
- Tatsuo Hayashi, Jynn Maeda – producción
- Steve Mitchell – ingeniero de audio
- Ron Borawski, Skip Cottrell – ingeniero asistente
- Bernie Groundman – masterización
- Shinji Take, Nori Inoue – coordinador
- Hachiro Shoji, Shuichi Odagiri – mánager de grabación
- Yokichi Ohsato – productor ejecutivo

Diseño
- Tomio Mizuno – director artístico
- Yutaka Musha – diseño de portada
- Junshi Nakamichi – fotografía
- Kazuo Hakamada – ilustración
- Masako Mabuchi – estilista